# Marie von Hessen-Kassel (1767–1852)

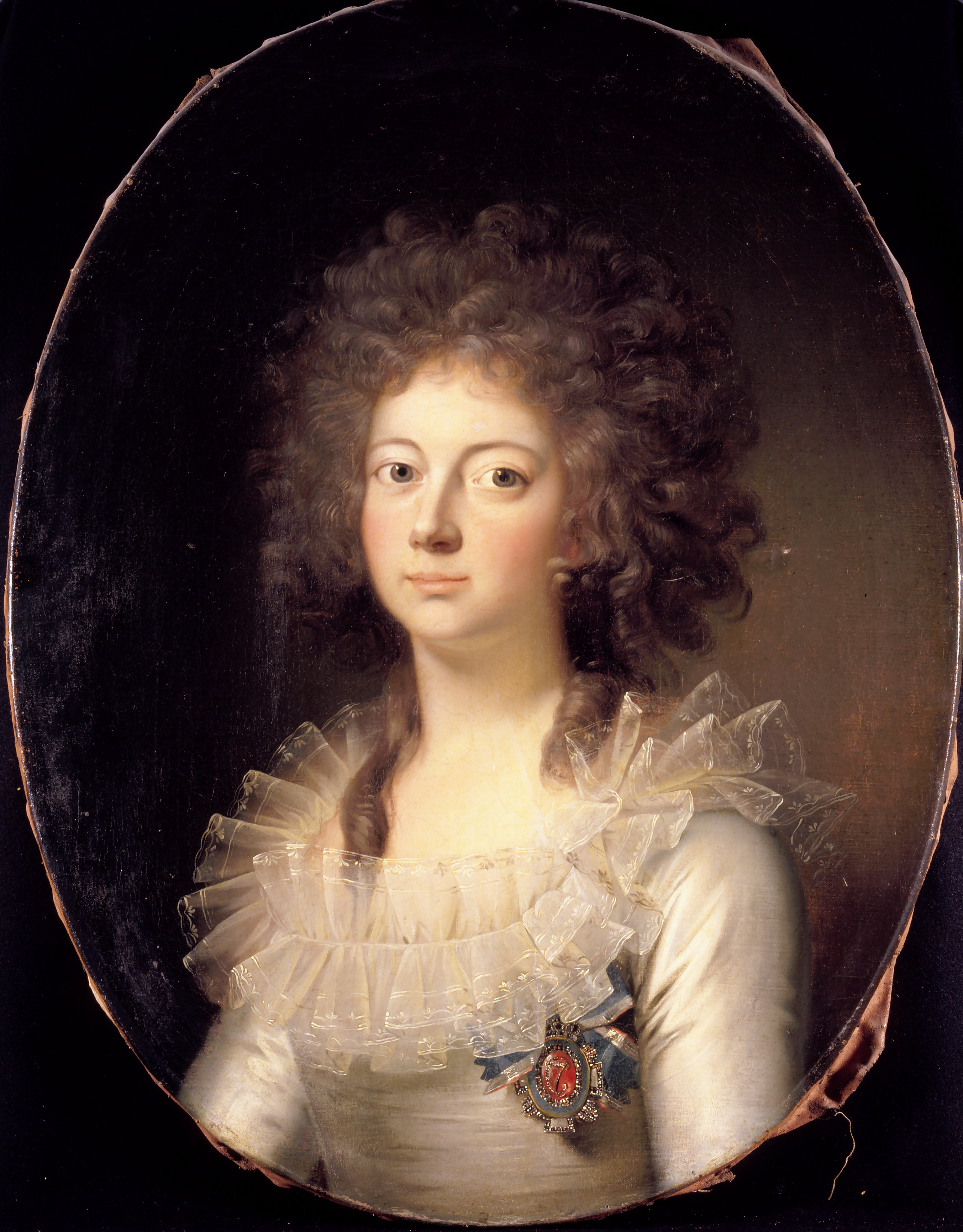
Marie von Hessen-Kassel, Königin von Dänemark, Gemälde von Jens Juel

Marie Sophie Friederike von Hessen-Kassel (* 28. Oktober 1767 in Hanau; † 21. März 1852 in Schloss Frederiksberg, Kopenhagen) war eine deutsche Prinzessin und durch ihre Heirat mit Friedrich VI. Königin von Dänemark.

## Leben

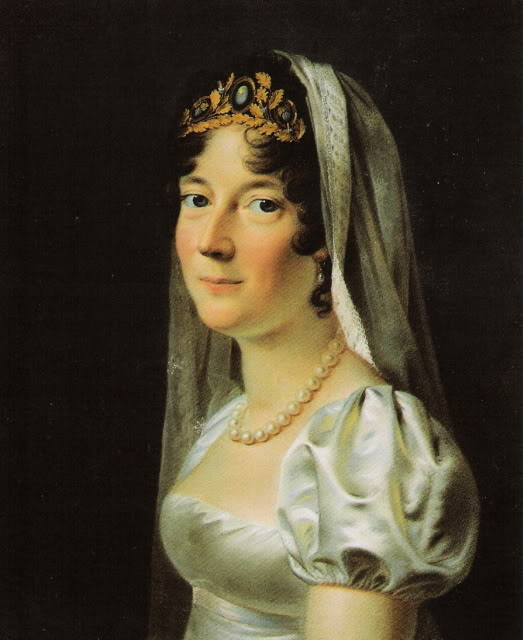
Marie von Hessen-Kassel

### Abstammung, Jugendjahre und Heirat mit Kronprinz Friedrich
Marie war die älteste Tochter des Landgrafen Karl von Hessen-Kassel und dessen Frau Louise, einer Tochter von König Friedrich V. von Dänemark. Als sie erst ein Jahr alt war, wurde ihr Vater 1768 zum königlichen Statthalter der Herzogtümer Schleswig und Holstein ernannt. Dorthin zog sie mit ihren Eltern und verlebte eine harmonische Kindheit meist in den Schlössern Gottorf und Louisenlund. Sie erhielt eine deutsch geprägte Erziehung.
Bald nach dem im April 1784 vom 16-jährigen dänischen Kronprinzen Friedrich durchgeführten Staatsstreich, der zur Absetzung des mächtigen Staatsministers Ove Høegh-Guldberg führte, bemühte sich Landgraf Karl, seine Tochter Marie mit Friedrich zu vermählen. Dieses Eheprojekt stieß beim dänischen Staatsminister Andreas Peter von Bernstorff und beim Finanzminister Christian Detlev von Reventlow auf Zustimmung. Einflussreiche Mitglieder des königlichen Hofs wie Johan Bülow waren aber mehrheitlich dagegen, da sie eine politisch günstigere Heirat des künftigen dänischen Königs wünschten. Auch die Halbschwester des Kronprinzen, Prinzessin Louise Auguste von Dänemark, die angeblich um ihren Einfluss fürchtete, war vehement gegen Friedrichs Hochzeit mit der hessischen Prinzessin. Die Zarin Katharina II. schlug eine russische Adlige als Braut für den Kronprinzen vor. Dieser entschied sich aber schließlich doch dafür, seine Cousine Marie zur Gemahlin zu nehmen. Auf Initiative Bülows hatte Marie bereits begonnen, Dänisch zu erlernen. Die Trauung des Paars fand am 31. Juli 1790 in Gottorf statt. Danach lebte es kurzzeitig auf dem Gut Louisenlund und hielt am 14. September 1790 unter Jubel seinen feierlichen Einzug  in Kopenhagen.

### Kronprinzessin
Durch ihr ruhiges und bescheidenes Auftreten gewann Marie bald bei den Bürgern Kopenhagens Popularität. Als literaturinteressierte Adlige bewunderte sie den deutschen Dichter Friedrich Gottlieb Klopstock und lernte einen großen Teil von dessen Epos Der Messias auswendig. Unter den hocharistokratischen Frauen des Königshofs vermochte sie indessen nicht die Führungsrolle zu spielen, sondern stand im Schatten ihrer lebhaften Schwägerin Louise Auguste. Die Königinwitwe Juliane begegnete der jungen Kronprinzessin mit Kälte. Da Maries Vater Karl von Hessen-Kassel nur relativ wenig die politischen Handlungen des dänischen Kronprinzen beeinflusste – der wegen der Geisteskrankheit seines Vaters Christian VII. die Regierung führte –, verbesserte sich Maries Verhältnis zu ihrer Schwägerin allmählich.
Die Ehe von Marie und Friedrich verlief harmonisch. Die Kronprinzessin stand allerdings unter großem Druck, einen männlichen Thronfolger zu zeugen. Diese Erwartung konnte sie nicht erfüllen. Von 1791 bis 1808 brachte sie acht Kinder zur Welt, von denen nur zwei Töchter, Caroline und Wilhelmine Marie, das Erwachsenenalter erreichten. Nach einem verheerenden Brand im Kopenhagener Stadtschloss Christiansborg im Jahr 1794 musste Marie mit ihrem Ehemann in das bescheidenere und kleinere Schloss Amalienborg umziehen. Sie lebte sich jedoch schnell in die neue Umgebung ein. 1805 siedelte das Kronprinzenpaar nach Kiel über, um wegen der bedrohlichen Nähe von Truppen Napoleons in Deutschland unweit der Grenze zu residieren. Den bis 1809 dauernden Aufenthalt in Kiel genoss Marie sehr und besuchte in dieser Zeit öfters ihre Eltern. Nach der Bombardierung Kopenhagens durch die Briten und dem Verlust der dänischen Kriegsflotte (1807) steuerte Marie große Summen ihrer Apanage zum Aufbau einer neuen Flotte bei. Eine Unterleibsverletzung, die sie sich bei ihrer letzten Geburt im Januar 1808 zuzog, beeinträchtigte ihre Bewegungsfähigkeit für ihr restliches Leben.

### Königin

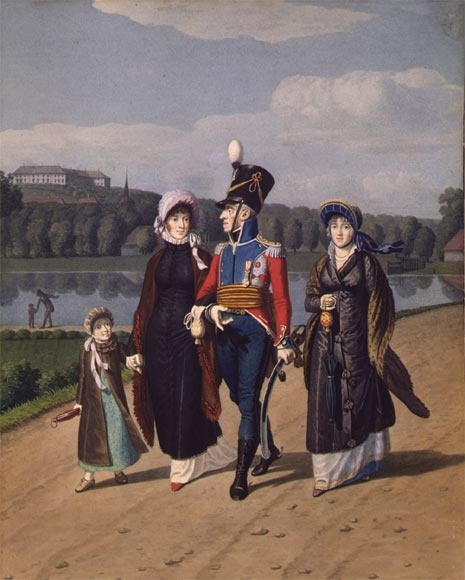
König Friedrich VI. und Königin Marie spazieren mit ihren Kindern durch die Gärten von Schloss Frederiksberg, Portrait aus den 1810er Jahren

Mit der Thronbesteigung ihres Gatten unter dem Namen Friedrich VI. nach dem Tod von dessen Vater Christian VII. wurde Marie im März 1808 Königin von Dänemark und Norwegen, das aber schon 1814 an Schweden abgetreten werden musste. Ihre eheliche Beziehung verschlechterte sich, und Marie musste hinnehmen, dass Friedrich VI. ab 1808 eine langjährige intime Beziehung zu Frederikke Dannemand (1790–1862) unterhielt. Nach außen hin gaben sich aber die Königin und ihr Gemahl als glückliches Paar, das in bürgerlicher Idylle lebte. Ihre gemeinsame Zeit verbrachten sie oft im Schloss Frederiksberg in ungezwungener Atmosphäre. Im Allgemeinen lebte Marie aber zurückgezogen und hatte wenig Einfluss auf das Leben bei Hof. Während der Teilnahme ihres Mannes am Wiener Kongress fungierte sie von September 1814 bis Juni 1815 als Regentin. In dieser Stellung soll sie ihre politischen Fähigkeiten gezeigt haben. In der ersten Sitzung des Geheimen Rats unter ihrer Leitung verlas sie in ihrer Eröffnungsrede einen vor ihr selbst auf Französisch verfassten und später veröffentlichten Rechenschaftsbericht über die politische Situation Dänemarks der vorangegangenen sieben Jahre.
Das Königspaar hatte sich wegen des Kriegszustands des Lands während der Napoleonischen Kriege nicht krönen lassen wollen, und erst nach seiner Rückkehr vom Wiener Kongress wurde Friedrich VI. mit seiner Gemahlin am 31. Juli 1815 durch Bischof Friedrich Münter im Schloss Frederiksborg gesalbt.  Marie stand ihrem Gatten in den folgenden wirtschaftlich schwierigen Jahren unterstützend zur Seite, hielt sich aber weiterhin im Hintergrund, wozu auch ihre zunehmende Kränklichkeit beitrug. Sie betrieb genealogische und historische Studien und publizierte Supplement-Tafeln zu Johann Hübners genealogischen Tabellen (1822–24). In der Folge überarbeitete sie ihr Werk und fügte einführende historische Artikel hinzu. Ihr dabei verfasstes Manuskript befindet sich in der dänischen königlichen Bibliothek, wurde aber nicht für eine Neuauflage gedruckt. Als Königin initiierte Marie außerdem zahlreiche karitative Werke. Da sie keine überlebenden Söhne als Thronerben hatte, rückten ihre Verwandten in den Mittelpunkt des Interesses. Auf Maries Vorschlag hin nahm Friedrich VI. den aus dem Herzogshaus Schleswig-Holstein-Sonderburg-Glücksburg stammenden jugendlichen Prinzen Christian bei dessen Ankunft in Kopenhagen 1832 in die dänische Königsfamilie auf. 1863 sollte der Prinz unter dem Namen Christian IX. den dänischen Thron besteigen.

### Letzte Jahre
Im Dezember 1839 wurde Marie Witwe. Sie führte weiterhin ein zurückgezogenes Leben und genoss wegen ihres würdigen Auftretens allgemeine Achtung. Dass der zunehmende nationale Gegensatz zwischen den Dänen und den deutschen Schleswig-Holsteinern zu einem von 1848 bis 1851 dauernden Krieg führte und die Königsfamilie spaltete, bereitete ihr großen Kummer. Laut Bischof Hans Lassen Martensen verstand sie nicht, warum es pkötzlich von Bedeutung sein sollte, ob ein Adliger dänischer oder deutscher Abstammung war. Sie starb am 21. März 1852 im Alter von 84 Jahren in Kopenhagen und wurde im Dom zu Roskilde bestattet.

## Nachkommen
- Christian (* 22. September 1791; † 23. September 1791)
- Marie Louise (* 19. November 1792; † 12. Oktober 1793)
- Caroline (* 28. Oktober 1793; † 31. März 1881), verheiratet 1829 mit Prinz Friedrich Ferdinand, Bruder König Christians VIII. von Dänemark
- Louise (* 21. August 1795; † 7. Dezember 1795)
- Christian (* 1. September 1797; † 5. September 1797)
- Juliane Louise (* 12. Februar 1802; † 23. Februar 1802)
- Friederike Marie (* 3. Juni 1805; † 14. Juli 1805)
- Wilhelmine Marie (* 18. Januar 1808; † 30. Mai 1891), verheiratet 1. 1828 (geschieden 1837) König Friedrich VII. von Dänemark; 2. 1838 Herzog Karl von Holstein-Sonderburg-Glücksburg